# 日本胸部外科学会
特定非営利活動法人日本胸部外科学会（にほん・きょうぶ・げか・がっかい）とは、日本の心臓・大動脈・肺・食道といった胸腔内臓器に対する疾患を対象とした外科的治療を研究対象とした胸部外科学の学会。1948年（昭和23年）創設された。日本医学会の一分野に属する。
上記各臓器は隣接しているものの、生理的役割は循環器・呼吸器・消化器であり、術式や使用する器具が全くといっていいほど異なる。高度に複雑化した現代医療では、各分野に分かれて研究・臨床を行なっていることも多い。

## 概要
- 会員数は7761名(2011年（平成23年）10月現在)
- 発行学会誌は「General Thoracic and Cardiovascular Surgery」（英文誌　年13回発行、臨時増刊号含）